# Tohtaji Ablikim
Tohtaji Ablikim (uigurisch توھتاجى ئابلىكىم, chinesisch 托合塔吉·阿不力克木, * 7. September 2002 in Artux) ist ein chinesischer Fußballspieler uigurischer Abstammung.

## Karriere
Sein Profidebüt gab er am 19. August 2021 im chinesischen FA Cup, als er für Nantong Zhiyun gegen Heilongjiang Ice City spielte. In der Saison 2021 absolvierte er ein Spiel im chinesischen FA Cup, blieb jedoch ohne Torerfolg. 